# Zillion (jogo eletrônico)
Zillion, conhecido como Akai Kōdan Zillion (赤い光弾 ジリオン, Akai Kōdan Jirion, literalmente Projétil de Luz Vermelha Zillion) no Japão, é um jogo de plataforma numa aventura espacial lançado para o Master System, baseado no anime Zillion de 1987. O jogo tem um estilo semelhante ao apresentado no jogo Impossible Mission, lançado em 1984 pela Epyx, o primeiro jogo do gênero plataforma e exploração. Pois também tem objetos a ser inspecionados e a necessidade de ativação de objetos através de códigos de acesso, como no jogo Impossible Mission. E também tem semelhança ao jogo Metroid de 1986. Uma sequência do jogo (Zillion II: The Triformation) também foi lançada.
Zillion conta com a presença do mascote em forma de ovo da Sega, Opa-opa, que estreia em jogos da série Fantasy Zone, também disponíveis para o Master System.

## História
Os White Knights, uma força pacificadora dentro do Sistema Planetário, estão em missão para destruir a base do maléfico Império Noza no Planeta X. Para fazer isso, J.J., o protagonista do anime, precisa se infiltrar na base e adquirir os cinco disquetes que o permitirão inserir a sequência de autodestruição no computador central. A nave mãe aterrissa na superfície do planeta, e J.J. precisa abrir caminho pelo labirinto da base lutando contra inimigos, evitando perigos e resgatando seus dois companheiros capturados para então destruir a base.

## Jogabilidade
O jogador começa controlando J.J., do lado de fora da nave mãe na superfície do planeta X. Depois de chegar na base subterrânea logo após o início, o jogador passa o resto do jogo em seu interior, voltando somente para restaurar a energia do jogador ou após completar a missão.
Por toda a base há cápsulas contendo códigos chave e itens de atualização e recarga. Alguns dos obstáculos da missão envolvem minas terrestres, guardas inimigos, canhões laser e campos de força. O estilo do jogo baseia-se em entrar e sair de salas na base e destravá-las através de cartões de computador e inserindo o código de quatro dígitos corretamente, código esse encontrado através da investigação das cápsulas de uma sala. Além de destravar salas, o jogador também tem a opção de fazer ações específicas, como desligar barreiras, desativar armadilhas ou até mesmo cometer suicídio, entre outras. Um dos códigos é necessário para iniciar a autodestruição da base Noza. O jogo é bastante conhecido por uma variedade de "mensagens especiais" que podem ser exibidas quando se põem certos códigos em certas salas.
O jogador porta uma pistola, que é usada como um modelo da Light Phaser do Master System. Enquanto o jogo progride, a arma vai se tornando mais forte através de itens que permitem a sua atualização. Com a arma mais forte, o jogador pode então quebrar cápsulas mais resistentes que contém códigos para os computadores ou itens de atualização. Quando resgatados, o jogador pode jogar com Apple ou Champ, cada um com suas próprias diferenças; Apple é rápida e salta mais alto, porém é mais fraca e Champ é lerdo, mas forte. Assim como J.J., eles também podem atualizar suas estatísticas: poder de fogo, velocidade, habilidade de salto e energia.

### Glitches
Um conhecido glitch no jogo permite ao jogador tornar-se invencível através de sua morte enquanto desce por um elevador. Entretanto, usando este glitch faz com que o menu de estatísticas fique inacessível, então o jogador só pode trocar de personagem quando um novo membro do grupo é encontrado.

## Trilha sonora
Durante o jogo há a música do álbum Akai Kōdan Zillion: LET IT ROCK! do anime. Ao sair da nave, quando J.J. está a caminho do labirinto, a canção "Pure Stone" é tocada. Esta canção também é tocada na abertura do jogo, depois da aparição do logotipo da Sega. Dentro no labirinto a canção "Break a trap for yourself" é tocada. Ao acessar um computador, esta música para. Vencendo o jogo, enquanto os créditos são exibidos, a canção "Push" é tocada. As canções "Pure Stone" e "Push", de Risa Yuuki, são tocadas na abertura e no encerramento do anime, respectivamente.